# El Rodical
El Rodical es una parroquia perteneciente al concejo de Tineo, Asturias, España.

## Accesos
Se llega por las carreteras AS-215 y AS-349. 

## Límites
Linda al norte con las parroquias de Tineo y Santa Eulalia, al este con la de El Baradal, al sur con la de La Barca y al oeste con la de Ponte. 

## Demografía
Su población era de 81 habitantes en el año 2009.